# Eugen Schaal
Carl Eugen Schaal (* 1. Mai 1842 in Beutelsbach; † 23. Juni 1928 in Feuerbach) war ein deutscher Chemiker.

## Leben
Schaal, Sohn eines Amtsvorstehers, besuchte von 1852 bis 1856 die Lateinschule in Esslingen (das heutige Georgii-Gymnasium), erlernte von 1856 bis 1859 das Apothekerhandwerk in Kirchheim unter Teck und war dann von 1859 bis 1865 Apothekergehilfe in Kirchheim, Böblingen, Fleurier, Bex und anderen Orten.
1866 legte er am Obergymnasium in Tübingen das Abitur ab, begann an der Universität Tübingen das Pharmaziestudium und bestand 1867 das pharmazeutische Staatsexamen. Anschließend studierte er Chemie an der Universität Tübingen und promovierte dort bei Adolph Strecker Ende 1870 mit einer Arbeit Ueber einige aus Asparaginsäure entstehende Producte.
Danach ging Schaal zu Bayer nach Elberfeld, arbeitete dann in verschiedenen anderen großen Fabriken und folgte später einem Ruf von Gustav von Siegle nach Stuttgart, der ihm dort sein Privatlabor zur Verfügung stellte.
Im Jahre 1884 gründete Schaal die Lackfabrik Dr. Eugen Schaal in Stuttgart-Feuerbach. Bereits im Laboratorium von Siegle, der ihm den Bau einer eigenen Fabrik ermöglichte, hat Schaal mehrere Verfahren zur Lackherstellung ausgearbeitet. Die von Schaal begonnene Fabrikation von Esterharzen stieß auf erhebliche Schwierigkeiten. Die zunächst hergestellten Leinöl-Ester-Lacke genügten in Bezug auf Härte nicht den Ansprüchen. Fortschritte konnten erst später mit Holzöl-Ester-Kombinationen erzielt werden.
1874 wurde Eugen Schaal Mitglied des Vereins Deutscher Ingenieure (VDI) und des Bergischen Bezirksvereins des VDI. Später gehörte er dem Württembergischen Bezirksverein des VDI an.

## Veröffentlichungen
- Über einige aus Asparaginsäure entstehenden Producte. Dissertation. Tübingen 1870.